# 西園寺公永
西園寺 公永（さいおんじ きんなが）は、南北朝時代の公卿。右大臣・西園寺実俊の子。官位は正二位・権大納言。

## 経歴
貞治2年（1363年）に従三位となり、公卿に列した。
権中納言を経て、永和元年（1375年）には権大納言となった。

## 系譜
- 父：西園寺実俊（1335-1389）
- 母：四条隆資の娘
- 妻：不詳
  - 男子：西園寺実永（1377-1431）